# Armet (VBCI)
O Armet conhecido como Gurkha, é um veículo blindado leve de uso militar e civil. O veículo é baseado no chassi do Ford F550.